# Quersifró
Quersifró (en llatí Chersiphron, en grec antic Χερσίφρων), que Vitruvi i Plini el Vell escriuen Ctesifó (Ctesiphon) va ser un arquitecte de Cnossos a Creta, que juntament amb el seu fill Metàgenes, va començar a erigir el temple d'Àrtemis a Efes, una de les set meravelles del món, que es va iniciar aproximadament l'any 600 aC.
El temple original, sembla que molt antic, va ser destruït a finals del segle vii aC, i a inicis del segle vi aC els jonis van decidir aixecar-ne un de nou. Es va iniciar la preparació dels fonaments, buscant un emplaçament en un lloc pantanós per a evitar els terratrèmols, i el terreny es va refermar posant-hi capes de carbó vegetal i damunt d'elles llana d'ovella. Aquesta idea va ser de Teodor de Samos.
La construcció va avançar molt lentament i les columnes no es van col·locar fins al 560 aC, segons diu Heròdot. El temple el van acabar Demetri i Peoni d'Efes uns 220 anys després. Però una mica més tard va ser cremat per Heròstrat d'Efes, segons la tradició l'any 356 aC el mateix en què va néixer Alexandre el Gran. Va ser reconstruït encara amb més magnificència amb la cooperació de tots els estats grecs d'Àsia. L'arquitecte artífex de la reconstrucció va ser Dinòcrates de Macedònia, que segurament el va aixecar sobre els mateixos fonaments i seguint el pla general de l'antic temple. Actualment només queden algunes restes dels fonaments.